# 有機パラジウム化合物
有機パラジウム化合物（ゆうきパラジウムかごうぶつ、英: Organopalladium compound）は有機金属化合物の一種で、パラジウムを含む有機化合物の一群である。パラジウムはアルケンやアルキンを水素で還元する際の触媒に用いられる。このプロセスには、パラジウムと炭素の共有結合の生成が関与している。パラジウムはカスケード反応で示されるように多くのカップリング反応（パラジウム触媒カップリング反応）を触媒する。

## 有機パラジウムの化学の流れ
- 1873年 - ザイツェフ（英語版）がパラジウム触媒下でベンゾフェノンが水素によって還元されることを示した。
- 1894年 - フィリップスが塩化パラジウム(II)がエチレンとの接触によって金属パラジウムに還元されることを報告した[2]。
- 1907年 - ウラジミール・イパティエフ（英語版）によってオートクレーブが開発され、高圧での水素化が可能になった。
- 1956年 - ワッカー法開発により、エチレンと酸素をPdCl2/CuCl2触媒下で反応させてアセトアルデヒドを得ることが可能になった。
- 1957年 - マラテスタ (Malatesta) とアンゴレッタ (Angoletta) によりテトラキス(トリフェニルホスフィン)パラジウム(0)が報告された。
- 1972年 - ハロゲン化アリールないしはハロゲン化アルケニルとオレフィンをPd(0)触媒下で反応させるヘック反応が発見された。
- 1973年 - 求核置換反応である辻・トロスト反応が発見された。
- 1975年 - 末端アルキンと塩化アリール、塩化ビニルを反応させる薗頭カップリングが発見された。
- 1979年 - 鈴木・宮浦カップリングが発見された。
- 1994年 - Pdを触媒とするC-N結合形成反応であるバックワルド・ハートウィッグアミノ化が発見された。

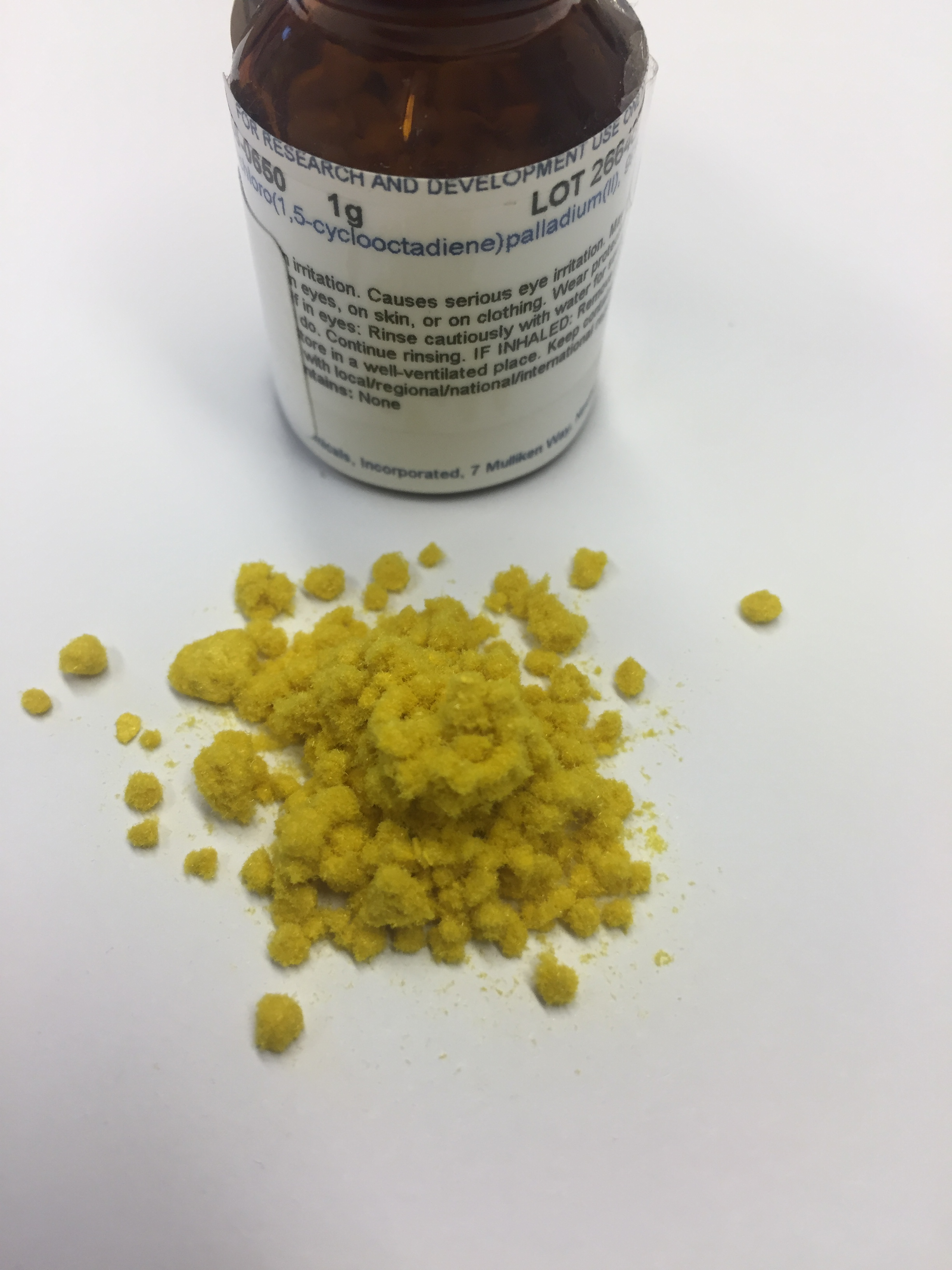
PdCl_{2}(1,5-シクロオクタジエン)

## パラジウム(II)

### アルケン錯体
Ni(II) とは異なり、Pt(II) と同様にPd(II) の塩化物は様々なアルケン錯体をつくる。先にあげたジクロロ(1,5-シクロオクタジエン)パラジウムでは、ジエンが容易に置き換わり望まれた触媒前駆体を合成することができる。工業的にはヒドロキシドがエチレンを求核攻撃してアセトアルデヒドが生成するワッカー酸化が重要である。この反応ではPd(II)-エチレン中間体が生成し、その後にビニルアルコール錯体ができる。フラーレン配位子もPd(II)に配位することができる。

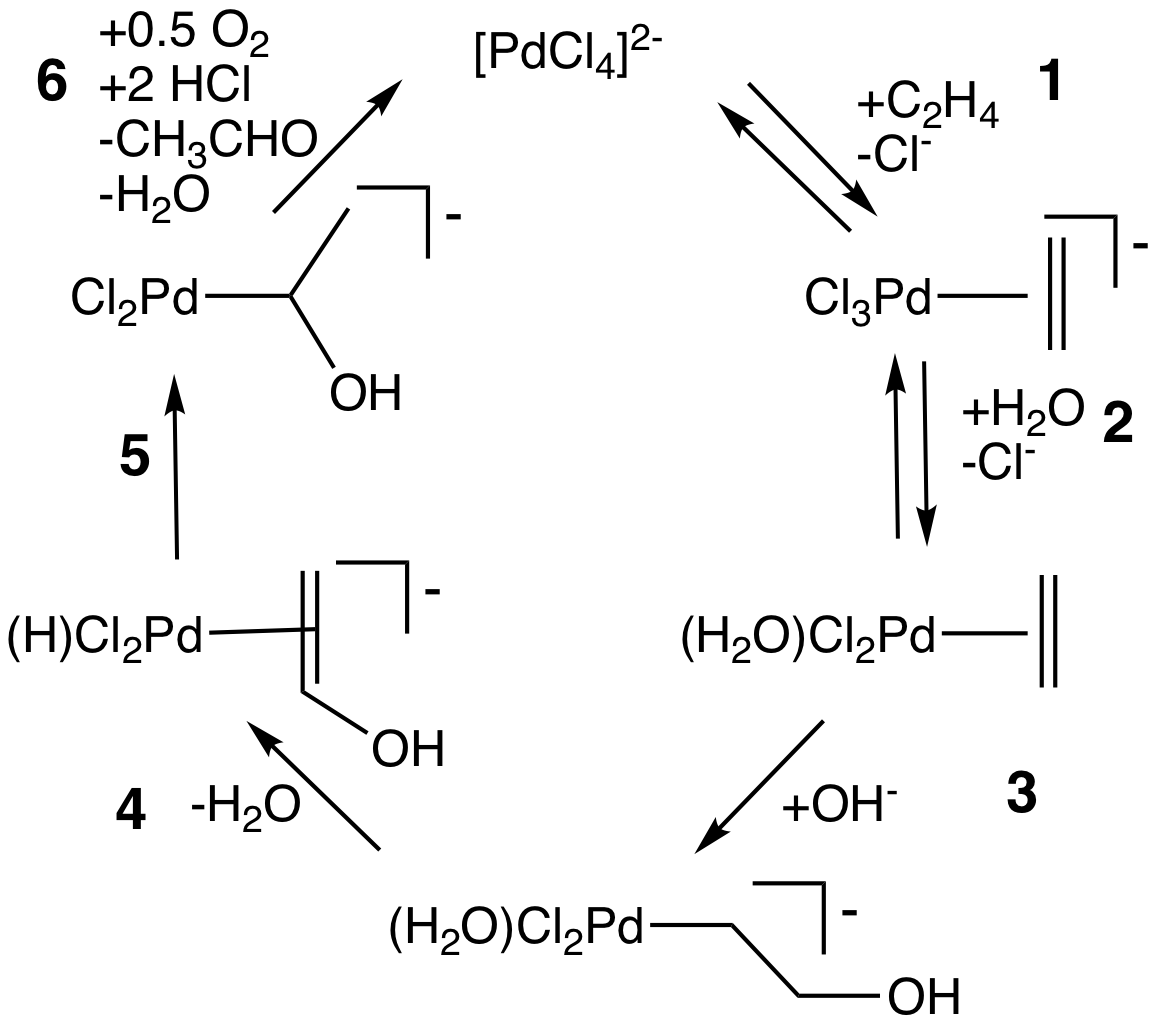
エチレンがアセトアルデヒドに変換されるワッカー酸化の触媒サイクル

塩基性下ではカルボキシ基はよい脱離基であるため、酢酸パラジウム(II)などが用いられることが多い。例えばトリフルオロ酢酸パラジウムは芳香族の脱炭酸に有効であることが示されている。

### アリル錯体
パラジウムのアリル錯体の代表例としてπ-アリルパラジウム錯体が挙げられる。脱離基を持ったアリル化合物はパラジウム(II)の塩と反応してハプト数3の遷移金属アリル錯体をつくる。これらの中間体もマロン酸エステルから誘導されるカルバニオンやアリル位アミノ化によって生成したアミンなどの求核剤などと反応する。
アリルパラジウム中間体は辻・トロスト反応やキャロル転位、三枝・伊藤酸化などでも見られる。

### パラジウム-炭素σ結合錯体
様々な官能基がパラジウムに結合し、安定なσ結合をもつ錯体を形成できる。この結合安定性（結合エネルギー）は以下のような順となっている。
Pd-アルケニル > Pd-ビニル ≈ Pd-アリール > Pd-アルキル
また、金属と炭素の結合長はこの逆順となっている。
Pd-アルケニル < Pd-ビニル ≈ Pd-アリール <  Pd-アルキル

## パラジウム(0)錯体
トリス(ジベンジリデンアセトン)ジパラジウム(0)やテトラキス(トリフェニルホスフィン)パラジウム(0)などは0価の錯体（Pd(0)化合物）と呼ばれる。これらの錯体はハロゲン化アルキル R-Xによって酸化的付加を起こし、R-Pd-XというPd-C結合を持った中間体をつくる。この反応はカップリング反応と呼ばれる様々な反応（パラジウム触媒カップリング反応） の元となっている。以下にその一例である薗頭カップリングを示す。

## 有機パラジウム(IV)
最初の有機パラジウム(IV) 化合物は1986年に報告された。Me3Pd(IV)(I)bpy（bpy = 2配位2,2'-ビピリジン配位子）。この錯体はヨウ化メチルをMe2Pd(II)bpyに酸化的付加させることで合成された。
パラジウム錯体の反応性の高さは、Pd(0) とPd(II) の相互変換が容易であることが原因である。しかしPd(II) とPd(IV) の間での相互変換がどのようにパラジウムを触媒とする有機金属反応に関わっているかは詳しくわかっていない。2000年にヘック反応についてその機構がわかった。この反応はアミンの存在下で1,5-水素シフトが起こっていることがわかっている。
金属環状化合物（メタラサイクル）ができることでヒドリドシフトが起こっていると考察されている。
しかし、関連する反応でヒドリドシフトが起こりつつパラジウムの形式的酸化数が2のままである反応もある:。
またそのほかの反応（2つのPd転位を伴う新しいインドール合成法）で2つの異なる触媒サイクルの間に化学平衡が成立していると考えられる反応もある。
ある種の分子内カップリングでは酸化数にかかわらず反応が進行する。